# Catharijne
Catharijne est une ancienne commune néerlandaise, de la province d'Utrecht.
Catharijne était une commune indépendante du 1er janvier 1818 au 1er août 1823, démembrée d'Utrecht, puis à nouveau intégrée dans la ville. Catharijne correspondait à un faubourg occidental d'Utrecht.